# Giovanni Vecchina
Giovanni Vecchina (Venezia, 16 agosto 1902 – Vicenza, 5 aprile 1973) è stato un calciatore e allenatore di calcio italiano, di ruolo attaccante.
Era noto anche come "Nane".

## Carriera

### Giocatore

#### Club
Dopo gli esordi, a cavallo degli anni 10 e 20 del XX secolo, con le maglie di Venezia e Petrarca, legò il suo nome principalmente a quello del Padova, club con cui disputò sei campionati prima dell'istituzione del girone unico, figurando tra i migliori marcatori del tempo. Accasatosi ai biancoscudati nel 1924, lasciò la formazione veneta nel 1930 dopo la prima edizione nella neonata Serie A.

Vecchina alla Juve del Quinquennio nel 1932, tra Orsi (a sinistra) e Munerati (a destra).

Nello stesso anno approdò alla Juventus di Carlo Carcano, dove rimase per tre stagioni. Per l'iniziale biennio fu il centravanti titolare dei bianconeri, perdendo il posto solo nell'ultima annata causa l'esplosione del giovane Felice Borel, vincendo sotto la Mole tre scudetti — i primi del cosiddetto Quinquennio d'oro — prima di cambiare squadra ma non città, passando ai rivali del Torino con cui esordì in una partita interna contro la Lazio (1-1), rimanendo in granata per due stagioni.
Nel 1935 si trasferì al Servette di Ginevra. Tornato in Italia dopo una stagione, seguirono due anni nella Biellese, prima di far brevemente ritorno a Venezia e chiudere infine la carriera agonistica sul finire del periodo interbellico, con Palmese e Siracusa, club questi ultimi in cui si cimentò nel doppio ruolo di giocatore-allenatore.

#### Nazionale
Ha giocato anche due partite con la maglia azzurra dell'Italia, la prima il 2 dicembre 1928 a Milano, contro i Paesi Bassi (3-2), e la seconda il 12 aprile 1931 a Porto, contro il Portogallo (0-2), senza collezionare reti.

### Allenatore
La sua prima esperienza da allenatore è stata a Palmi, in Serie C nella stagione 1938-1939, quando divenne allenatore-giocatore della Palmese. Ha chiuso la carriera da giocatore fungendo anche da allenatore a Siracusa: in quella stessa annata ne fu anche il capitano.
Condusse quindi il Rovigo nella stagione 1942-1943, dopo essere subentrato a Renato Bottaccini, guidando poi blasionate squadre come il Vicenza, dove fu esonerato il 28 settembre 1947 per lasciare il posto a Emilio Berkessy, e il Napoli, subentrando nel corso della stagione 1947-1948 a Raffaele Sansone.

## Statistiche

### Presenze e reti nei club
| Stagione        | Squadra         | Campionato      | Campionato | Campionato | Coppe nazionali | Coppe nazionali | Coppe nazionali | Totale | Totale |
| Stagione        | Squadra         | Comp            | Pres       | Reti       | Comp            | Pres            | Reti            | Pres   | Reti   |
| --------------- | --------------- | --------------- | ---------- | ---------- | --------------- | --------------- | --------------- | ------ | ------ |
| 1939-1940       | Siracusa        | C               | 14         | 3          | CI              | 2               | 0               | 16     | 3      |
| Totale carriera | Totale carriera | Totale carriera | 14         | 3          |                 | 2               | 0               | 16     | 3      |

### Cronologia presenze e reti in nazionale
| Cronologia completa delle presenze e delle reti in nazionale ― Italia | Cronologia completa delle presenze e delle reti in nazionale ― Italia | Cronologia completa delle presenze e delle reti in nazionale ― Italia | Cronologia completa delle presenze e delle reti in nazionale ― Italia | Cronologia completa delle presenze e delle reti in nazionale ― Italia | Cronologia completa delle presenze e delle reti in nazionale ― Italia | Cronologia completa delle presenze e delle reti in nazionale ― Italia | Cronologia completa delle presenze e delle reti in nazionale ― Italia |
| Data                                                                  | Città                                                                 | In casa                                                               | Risultato                                                             | Ospiti                                                                | Competizione                                                          | Reti                                                                  | Note                                                                  |
| --------------------------------------------------------------------- | --------------------------------------------------------------------- | --------------------------------------------------------------------- | --------------------------------------------------------------------- | --------------------------------------------------------------------- | --------------------------------------------------------------------- | --------------------------------------------------------------------- | --------------------------------------------------------------------- |
| 2-12-1928                                                             | Milano                                                                | Italia                                                                | 3 – 2                                                                 | Paesi Bassi                                                           | Amichevole                                                            | -                                                                     |                                                                       |
| 12-4-1931                                                             | Porto                                                                 | Portogallo                                                            | 0 – 2                                                                 | Italia                                                                | Amichevole                                                            | -                                                                     |                                                                       |
| Totale                                                                |                                                                       | Presenze                                                              | 2                                                                     |                                                                       | Reti                                                                  | 0                                                                     |                                                                       |

### Statistiche da allenatore
| Stagione  | Squadra  | Campionato | Piazzamento | Andamento | Andamento | Andamento | Andamento | Andamento  |
| Stagione  | Squadra  | Campionato | Piazzamento | Giocate   | Vittorie  | Pareggi   | Sconfitte | % vittorie |
| --------- | -------- | ---------- | ----------- | --------- | --------- | --------- | --------- | ---------- |
| 1939-1940 | Siracusa | C          | 2º          | 28        | 17        | 5         | 6         | 60,71      |
| Totale    | Totale   | Totale     | Totale      | 28        | 17        | 5         | 6         | 60,71      |

## Palmarès

### Giocatore

#### Club
- Campionato italiano: 3

Juventus: 1930-1931, 1931-1932, 1932-1933